# 41 Korpus Armijny (Imperium Rosyjskie)
41 Korpus Armijny (ros. 41-й армейский корпус) – jeden ze związków operacyjno-taktycznych  Imperium Rosyjskiego w czasie I wojny światowej. Rozformowany na początku 1918. 

## Dowódcy Korpusu
- gen. lejtnant A. M. Kaledin (czerwiec – lipiec 1915)
- gen. lejtnant L. N. Bielkowicz (lipiec 1915 – kwiecień 1917)
- gen. kawalerii M. E. Mielgunow (maj – sierpień 1917)
- gen. lejtnant R. F. Rozanow (od sierpnia 1917)